# Ma Rainey
Ma Rainey, eredeti nevén Gertrude Pridgett (Columbus, Georgia, 1886. április 26. – Rome, Georgia, 1939. december 22.) amerikai blues-énekesnő, a legelsők egyike.

## Élete
Szülei vándorló csoporttal járták az ország déli államait. Eleinte a család tagjaként énekelt és fellépett cirkuszokban és különböző műsorokban. Bluest 1902-től énekelt. Az első lemezfelvételei 1923-ban készültek, amikor már húszéves előadói gyakorlat állt mögötte.
A blues anyjának nevezték. Férje William "Pa" Rainey volt. Társulatukat Rainey and Rainey, Assassinators of the Blues-nak nevezték. Leghíresebb dalai a See, See Rider, a Bo Weavil Blues, a Ma Rainey's Black Bottom voltak.
A blues egyik legnagyobb egyénisége, Bessie Smith a felfedezettje és tanítványa volt és ő természetesen a példaképének tekintette.
Ma Rainey karrierje a harmincas évek elejéig tartott, a szving megjelenése sokakkal együtt őt is háttérbe szorította. Így hamarosan visszavonult.
1983-ban bekerült a Blues Hall of Fame-be, 1990-ben pedig a Rock and Roll Hall of Fame-be is.

## Albumok
- 1953: Ma Rainey, Vol. 1
- 1953: Ma Rainey, Vol. 2
- 1994: Complete Recorded Works: 1928 Sessions Document
- 1998: Complete Recorded Works, Vol. 1 (1923–1924) Document
- 1998: Complete Recorded Works, Vol. 2 (1924–1925) Document
- 1998: Complete Recorded Works, Vol. 3 (1925–1926) Document
- 1998: Complete Recorded Works, Vol. 4 (1926–1927) Document

## Díjak
- 1983: Blues Hall of Fame
- 1990: Rock and Roll Hall of Fame

## Kapcsolódó szócikk
- Ma Rainey: A blues nagyasszonya